# Тадла-Азилаль
Тадла-Азилаль (араб. تادلة أزيلال‎, Ǧihâtu Tādlâ-Azīlāl) — до 2015 года одна из шестнадцати областей Марокко, расположенная в центральной части страны. Полностью вошла в новую область Бени-Меллаль — Хенифра.
Территория 17 125 км² с населением 1 450 519 чел. (перепись 2004). Административный центр — город Бени-Меллаль.
Область состояла из трёх провинций:
- Провинция Азилаль
- Провинция Бени-Меллаль
- Провинция Фких-Бен-Салах